# (33061) Václavmorava
(33061) Václavmorava, désignation internationale (33061) Vaclavmorava, est un astéroïde de la ceinture principale.

## Description
(33061) Vaclavmorava est un astéroïde de la ceinture principale. Il fut découvert le 2 novembre 1997 à l'Observatoire Kleť par Jana Tichá et Miloš Tichý. Il présente une orbite caractérisée par un demi-grand axe de 2,37 UA, une excentricité de 0,22 et une inclinaison de 1,6° par rapport à l'écliptique.

## Compléments